# Gyapa
Gyapa (névváltozat: Gyapapuszta) Paks egyéb belterületét képező település Tolna vármegye Paksi járásában.

## Fekvése
Pakstól hat kilométerre található, Németkér felé közelíthető meg a 6231-es mellékúton. A települést érintő helyközi autóbuszvonalakː 5403, 5449, 5457, 5458, 8047.

## Története
A vaskorban is lakott volt, a La Tène-kultúrának található itt egy lelőhelye. A település mellett, az M6-os autópálya építésekor 2008-ban kelta sírt tártak fel, amelyben két, a kelta temetkezésre általában nem jellemző embernagyságú pajzsot találtak. A középkor nyomát egy 2004-es, K. Németh András régész-muzeológus által irányított feltárás során előkerült maradványok alkotják, amelyek alapján az Árpád-korban egy agyagalapozású félköríves szentélyzáródású templom állt itt. Az első, 1785-ös népszámláláskor Gyada néven 10 házában 10 család és 72 fő lakta. Az 1910-es népszámláláskor már 396 lakosa volt. Az 1970-es években itt működött az ország egyik legnevesebb tehenészete. Az 1960-as években lebontották a kastélyt. A 20. század második felében gyorsan fejlődő település volt, 1979-ben például hét ház épült, ekkoriban a lakosság 90 százaléka a helyi gazdaságban dolgozott. A 2011-es népszámlálás szerint 283-an lakták 99 lakásban, az 1990-es években nem hivatalosan 500-ra becsülték a lélekszámát.

## Nevezetességei
A Németkér felé vezető út mellett áll egy kegyhely, az Orvoskúti kápolna. A hagyomány úgy tartja, hogy egy Meleg Mária nevű lánynak 1885-ben háromszor megjelent Szűz Mária a kápolna mögött található forrásnál, ezután előbb Till Ferenc kőkeresztet emelt a kápolna elé. Azóta a kút vizével több gyógyulást hoztak összefüggésbe.